# Via Mychajlo Hruševs'kyj
Via Mychajlo Hruševs'kyj (in ucraino Вулиця Михайла Грушевського?, Vulycja Mychajla Hruševs'koho, in russo Улица Михаила Грушевского?, Ulica Michaila Gruševskogo), è una delle principali arterie cittadine a Kiev in Ucraina.

## Storia

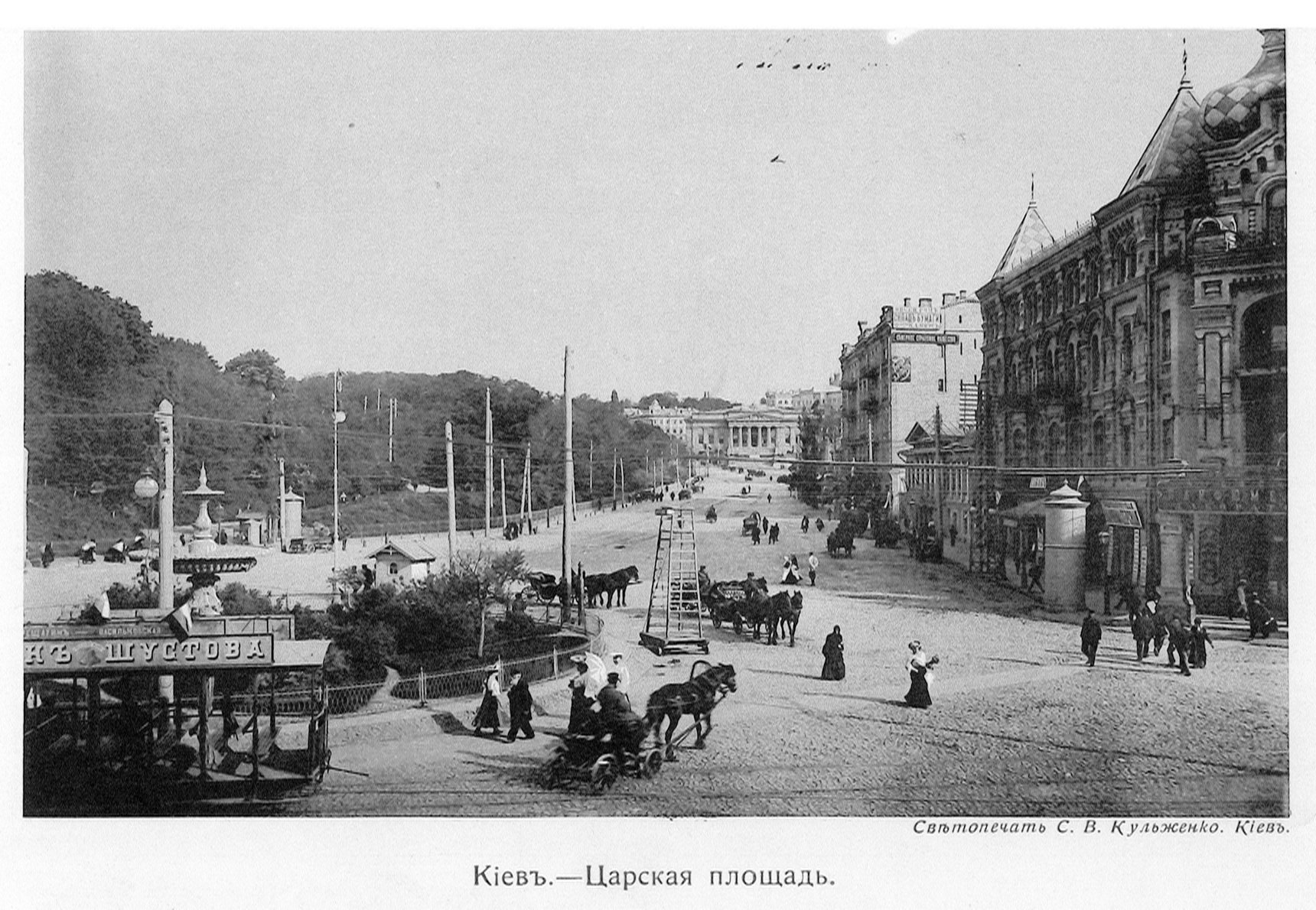
Via Mychajlo Hruševs'kyj all'inizio del XX secolo

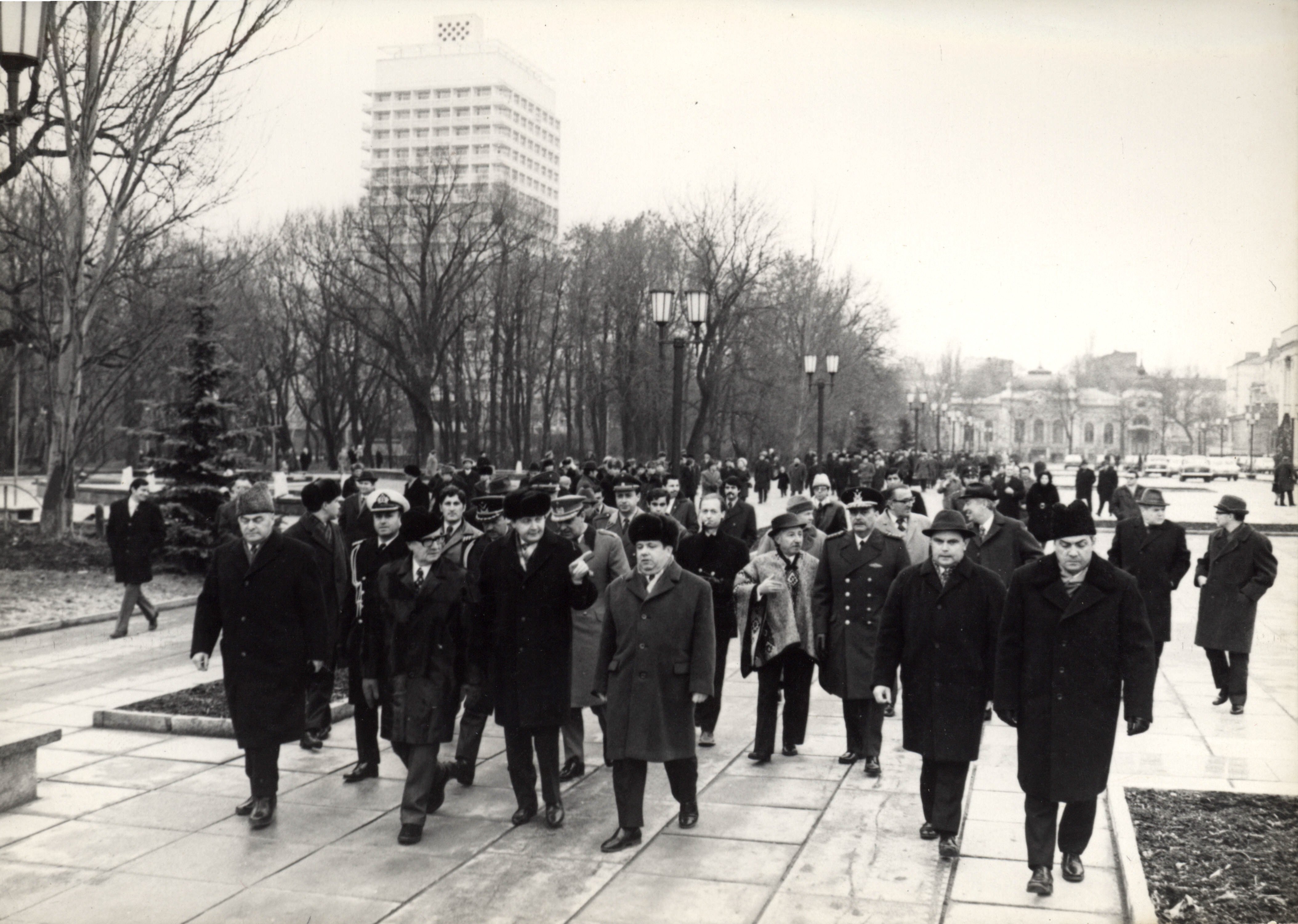
Visita ufficiale di Salvador Allende nel 1972

La strada urbana risale al 1810 circa ed è stata costruita su un antico sentiero.
Nel corso degli anni assunse vari nomi.
Fu strada Ivanivskij dal 1919 al 1934 e poi divenne strada della Rivoluzione.
È una via importante di rappresentanza cittadina, e qui è passato nel 1972 Salvador Allende nel suo viaggio ufficiale nel Paese ed è stata uno dei luoghi principali scelti dalla popolazione per le proteste di Euromaidan nel 2014.

## Descrizione
La via si trova nel centro di Kiev e costeggia l'area verde urbana del Parco Mariinskij sulla destra del Dnepr. Vi si affacciano importanti edifici statali e anche lo Stadio Dynamo Lobanovs'kyj. Nelle vicinanze si trova la piazza della Costituzione.

## Monumenti e luoghi d'interesse
Lungo la via sono presenti vari edifici e luoghi di interesse.
- Palazzo del governo. Edificato negli anni trenta e sede del Gabinetto dei ministri dell'Ucraina.[2]
- Verchovna Rada. Parlamento monocamerale dell'Ucraina.[3]
- Museo nazionale d'Arte dell'Ucraina.[4]
- Biblioteca nazionale parlamentare dell'Ucraina. Biblioteca nazionale e una delle più grandi biblioteche del Paese.[5]
- Instituto di storia dell'Ucraina (Accademia nazionale delle scienze dell'Ucraina)
- Parco Mariinskij
- Teatro accademico dei burattini di Kiev
- Stadio Dynamo Lobanovs'kyj.[6]
- Ambasciata della Cina